# 27ª Brigata artiglieria "Atamano Petro Kalnyševs'kyj"
La 27ª Brigata artiglieria "Atamano Petro Kalnyševs'kyj" (in ucraino 27-ма артилерійська бригада імені кошового отамана Петра Калнишевського?, 27-ma artylerijs'ka bryhada imeni Košovoho Otamana Petra Kalnyševs'koho, unità militare A1476) è un'unità di artiglieria direttamente subordinata al Comando delle Forze terrestri ucraine con base a Sumy.

## Storia
L'unità venne costituita il 14 maggio 2008 a Sumy come 27º Reggimento artiglieria lanciarazzi (in ucraino 27-й реактивний артилерійський полк?, 27-j reaktyvnyj artylerijs'kyj polk), come parte della riforma delle Forze armate ucraine. In seguito all'invasione russa della Crimea nel marzo 2014 il reggimento, che si trovava a pochi chilometri dalla frontiera con la Russia, venne inizialmente schierato presso la città di Myrhorod. Successivamente venne impiegato in combattimento in Donbass. Durante il conflitto gli venne assegnato il 41º Battaglione fanteria motorizzata "Černihiv-2" (unità militare A4315), ex battaglione di difesa territoriale sciolto nel 2016 per diventare il battaglione di protezione della brigata. Il 13 marzo 2015 il reggimento venne espanso nella 27ª Brigata artiglieria lanciarazzi, portandone i battaglioni da 3 a 4. Nel 2020 la brigata è stata dedicata a Petro Kalnyševs'kyj, ultimo atamano comandante del Sič di Zaporižžja.
All'inizio di agosto 2024 la brigata ha fornito supporto all'offensiva ucraina nell'oblast' di Kursk, impiegando i propri sistemi HIMARS contro le colonne di truppe russe inviate come rinforzi nella regione. Il 13 aprile 2025 il comandante della brigata, colonnello Jurij Jula, è stato ucciso a Sumy da un attacco missilistico russo. Nell'agosto 2025 la brigata è stata riorganizzata come unità di artiglieria, perdendo la specialità lanciarazzi in seguito al trasferimento degli HIMARS alla 19ª Brigata missili.

## Struttura
- Comando di brigata[9]
- 1º Battaglione artiglieria
- 2º Battaglione artiglieria
- 3º Battaglione artiglieria
- 4º Battaglione artiglieria
- Battaglione acquisizione obiettivi
- 41º Battaglione di protezione
- Compagnia genio
- Compagnia manutenzione
- Compagnia logistica
- Compagnia comunicazioni
- Compagnia radar
- Plotone difesa NBC
- Plotone medico

## Comandanti
- Colonnello Valerij Ismailov (maggio 2008 - gennaio 2019)[10]
- Colonnello Dmytro Chrapač (gennaio 2019 - luglio 2023)[11]
- Colonnello Jurij Jula (luglio 2023 - aprile 2025) †[7]
- Colonnello Oleh Petryk (aprile 2025 - in carica)